# Northrop JB-1 Bat
El Northrop JB-1 Bat fue un misil de crucero superficie-superficie estadounidense con una disposición de ala volante con motor a reacción.

## Desarrollo y diseño
El programa MX-543 de las Fuerzas Aéreas del Ejército de los Estados Unidos fue iniciado en septiembre de 1942 para usar versiones estadounidenses del motor a reacción de Frank Whittle (llamado localmente General Electric J31). La Northrop Corporation fue contratada a finales de 1943, y se construyeron 10 células de JB-1.
La primera unidad construida era un planeador tripulado. Excepto por la cabina y la cubierta del piloto, el planeador JB-1 era el equivalente aerodinámico sin motor de la segunda versión, el propulsado a reacción JB-1A. Fue usado para explorar las características de vuelo del diseño. Era caro, al ser diseñado con los estándares aeronáuticos de construcción de aluminio y magnesio.
Voló como planeador remolcado por un avión, para lo que se le instalaron dos enganches en las puntas de los contenedores de bombas. Estos estaban incluidos en la sección central del aparato, tenían la forma de un torpedo y eran aerodinámicos. Dicha sección central fue construida a partir de una chapa conformada y soldada de aleación de magnesio. Los paneles de las alas fueron realizados con hojas de aleación de aluminio remachadas y soldadas por puntos. La cabina del piloto ocupó el espacio destinado a la instalación del motor a reacción en la versión propulsada no tripulada.
Esta versión tripulada realizó su primer vuelo, remolcada, el "27 de agosto de 1943" (sic), desde el Rogers Dry Lake, pilotada por el piloto de pruebas Harry Crosby, de Northrop. El avión voló satisfactoriamente tanto remolcado como libre, pero se presentó un problema al aterrizar. Tenía instalado un tren de aterrizaje triciclo fijo con neumáticos de baja presión. Al intentar tomar tierra, el efecto suelo era tan potente que hacía "rebotar" el aparato unos 3 metros, y luego entraba en pérdida y caía a plomo. La única solución fue aterrizarlo a alta velocidad.
Tras la realización exitosa de los vuelos del planeador, el segundo ejemplar (JB-1A Power Bomb) fue equipado con dos turborreactores General Electric B-1, reemplazando al piloto. Estaba diseñado como un avión sin piloto de lanzamiento desde tierra con un sistema de guía preprogramado. Este sistema interno iba a guiarlo con razonable puntería hasta un blanco a aproximadamente 321,9 km, donde iniciaría un picado final sobre el mismo con su carga de bombas. Dicha munición consistía en dos bombas de demolición de 900 kg, una en cada contenedor alar. Realizó su primer vuelo desde la isla de Santa Rosa en la Base de la Fuerza Aérea Eglin, Florida, el 7 de diciembre de 1944, y se estrelló a 365,8 m del lanzador sobre raíles.

### JB-10
Solo se construyeron 10 fuselajes de JB-1. Con los exitosos vuelos por las USAAF de las copias JB-2 de pulsorreactores de la bomba volante V-1, el más antiguo programa JB-1 fue "reorientado hacia la propulsión con pulsorreactores, y los restantes JB-1 fueron modificados o completados como misiles JB-10". Solo una de las variantes JB-10 fue completada al final de la guerra (con motor pulsorreactor Ford PJ-31-1), y en 1945 se realizaron lanzamientos desde trineo, usando cuatro cohetes Tiny Tim en la Base de la Fuerza Aérea Edwards (Muroc Field) y la Base de la Fuerza Aérea Eglin.
En junio de 1966, el Western Museum of Flight restauró el único fuselaje superviviente como un JB-1 tripulado. El equipo de restauración estuvo compuesto por Rick Hilton, Alex Von Tol, y Fred Erb.

## Variantes
MX-543
Designación del proyecto de las USAAF para el JB-1.
N-16
Designación interna de la compañía para el JB-1.
JB-1
Versión tripulada, planeador sin motor, uno construido.
JB-1A
Versión del JB-1 no tripulada, dos motores turborreactores General Electric B-1, uno construido.
N-18
Designación interna de la compañía para el JB-1B.
JB-1B
Versión propuesta muy modificada, no construida.
MX-544
Designación del proyecto de las USAAF para el JB-10.
JB-10
Versión del JB-1A, un motor pulsorreactor Ford PJ-31-1, uno convertido.

## Operadores
Estados Unidos
- Fuerzas Aéreas del Ejército de los Estados Unidos

### Secuencias de designación
- Secuencia N- (interna de Northrop): ← N-12 - N-14 - N-15 - N-16 - N-18 - N-19 - N-20 - N-21 →
- Secuencia JB- (Bombas propulsadas a reacción de las USAAF (1943-47)): JB-1 - JB-2 - JB-3 - JB-4 - - JB-7 - JB-8 - JB-9 - JB-10